# Јаркушта
Јаркушта (јерм. Յարխուշտա) јерменски је народни и ратнички плес повезан са висоравнима историјске регије Сасун у Западној Јерменији. Јаркушта припада широј скупини јермнских „тапшућих плесова” (јерм. ծափ-պարեր). Плес изводе мушкарци, који се у паровима суочавају једни с другима. Кључни елемент плеса је кретање напријед, када учесници брзо прилазе једни другима и снажно тапшу у длан руке плесача у супротном реду.

## Историја и традиција
Вјерује се да јаркушта поријеклом води из раног средњег вијека, јер се помиње у дјелима Мовсеса Хоренација, Фавстоса Бузанда и Григора Магистроса.
Јаркушту су традиционално плесали јерменски војници прије борби, дијелом због ритуалне сврхе, а дијелом ради уклањања страхова и јачања борбеног духа за ефикаснију борбу прса у прса.

## Еуфорични ефекат
Мелодију плеса свирају намјерно врло гласно двије зурне или пке и један или више двоглавних дхола, који се ударају дрвеним чекићем или палицом са супротних страна од цилиндра бубња.
Доказано је да комбинацја високофренфентног тона аерофона и дубина и нискофренфектни тон бас бубњева стварају комбинацију звукова са широком амплитудом од врха до врха која је способна да плесача доведе у стање еуфоричног транса. Овај фактор појачава ефекат налета адреналина који плес јаркушта обично произведе.

## Савремени препород
У данашњој Јерменији, јаркушта је популарана у насељима у којима живе Јермени пресељени из Сасуна, нарочито у селима око градова Талин, Апаран и Аштарак.
Плес је популаризовао крајем тридесетих година Србухи Лисицијан, који је предавао на Јереванском плесном колеџу. Године 1957, плес је подвргнут даљем кореографском усавршавању од ентузијасте народне културе Вархрама Аристакесијана, а изводила га је фолклорна група из села Ашнак.
Плес је поново оживјела фолклорна група Маратук осамдесетих година, а касније и фолклорни ансамбл Карин. Постоје покушаји да се јаркушта уведе у наставни програм плесова и пјесама Јеремнске војске.
Постоји неколико пјесама и примјерака визуелне умјетности који се тичу јаркуште. Међу њима је пјесма „Плес Сасуна” (јерм. «Սասունցիների պարը») Геворга Емина из 1975. године и играни филмови Мушкарци (јерм. «Տղամարդիկ», 1972) и Јаркушта (јерм. «Յարխուշտա», 2004) режисера Гагика Харутјунанјана.

## Спољашне везе
- Yarkhushta danced by Maratuk folk group
- Yarkhushta danced by Karin folk group
- The Yarkhushta tune (instrumental)